# Vilseck
Vilseck este un oraș din districtul Amberg-Sulzbach, regiunea administrativă Palatinatul Superior, landul Bavaria, Germania.